# Washingtonville (Nova York)
Washingtonville és una població dels Estats Units a l'estat de Nova York. Segons el cens del 2000 tenia 5.851 habitants.

## Demografia
Segons el cens del 2000, Washingtonville tenia 5.851 habitants, 1.984 habitatges, i 1.497 famílies. La densitat de població era de 889,4 habitants per km².
Dels 1.984 habitatges en un 47,4% hi vivien nens de menys de 18 anys, en un 61,6% hi vivien parelles casades, en un 10,2% dones solteres, i en un 24,5% no eren unitats familiars. En el 21,7% dels habitatges hi vivien persones soles el 10% de les quals corresponia a persones de 65 anys o més que vivien soles. El nombre mitjà de persones vivint en cada habitatge era de 2,94 i el nombre mitjà de persones que vivien en cada família era de 3,46.
Per edats la població es repartia de la següent manera: un 32,2% tenia menys de 18 anys, un 6,4% entre 18 i 24, un 31,6% entre 25 i 44, un 20,6% de 45 a 60 i un 9,3% 65 anys o més.
L'edat mediana era de 35 anys. Per cada 100 dones de 18 o més anys hi havia 88,8 homes.
La renda mediana per habitatge era de 62.568 $ i la renda mediana per família de 69.145 $. Els homes tenien una renda mediana de 57.552 $ mentre que les dones 39.958 $. La renda per capita de la població era de 24.036 $. Entorn de l'1,6% de les famílies i el 3,7% de la població estaven per davall del llindar de pobresa.